# Carquinez-Straße

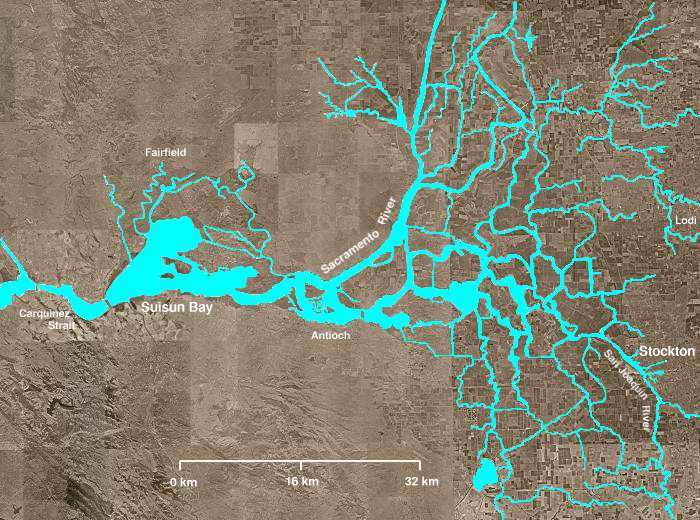
Satellitenfoto des Sacramento-San Joaquin River Delta, am linken Ende befindet sich die Carquinez-Straße.

Die Carquinez-Straße ist eine Meerenge im Norden von Kalifornien, durch die das Wasser aus dem größten Einzugsgebiet Kaliforniens durch das Golden Gate in den Pazifik abfließt.
Die zwei größten Flüsse Kaliforniens – der Sacramento River und der San Joaquin River – treffen sich im Sacramento-San Joaquin River Delta und fließen im weiteren Verlauf durch die Suisun Bay in die Carquinez-Straße. Von hier aus fließt der Gesamtstrom über die Bucht von San Pablo und die Bucht von San Francisco durch das Golden Gate in den Pazifischen Ozean.

## Name
Die Spanier nannten die Meerenge La Angostura de los Carquines nach den Karkin, einem Stamm der um die Bucht von San Francisco und südlich davon lebenden Muwekma Ohlone.

## Geographie
Die Carquinez-Straße ist 13 km lang und an ihrer schmalsten Stelle, am Dillon Point, 800 m breit. Sie ist stellenweise über 30 m tief.
An ihrem Nordufer liegt das Solano County mit den Orten Vallejo und Benicia, am Südufer liegt das Contra Costa County mit den Orten Crockett und Martinez. Zwischen diesen Orten liegt die Carquinez Strait Regional Shoreline, ein Naturpark des East Bay Regional District.
Die Carquinez-Straße liegt noch im Bereich der Gezeiten. Die im Vergleich zu den benachbarten Buchten relativ enge Carquinez-Straße hat Strömungen mit  sehr unterschiedlichen Richtungen und Geschwindigkeiten, die mehr als 3 kn erreichen. In der Carquinez-Straße beginnt sich das Süßwasser der Sacramento und San Joaquin Rivers mit dem Salzwasser der Bucht von San Francisco zu vermischen.

### Brücken
Die Carquinez-Straße wird im Westen von der Carquinez-Brücke und im Osten von der Benicia–Martinez Bridge überquert.

### Freileitungskreuzungen
Die erste größere Freileitungskreuzung der Welt wurde 1901 am Dillon Point über die Carquinez-Straße geführt, die Freileitungskreuzung der Carquinez-Straße.
Später wurden zwei weitere Freileitungskreuzungen unmittelbar westlich der Carquinez-Brücke errichtet.

## Schifffahrt
Die Carquinez-Straße wird von Hochseeschiffen auf dem Weg zu den 10 m tiefen Häfen von Sacramento und Stockton über den Sacramento Deep Water Ship Channel bzw. den Stockton Deepwater Shipping Channel befahren.
In der Suisun Bay liegt Port Chicago, der Hafen des ehemaligen Concord Naval Weapons Station der US Navy, dessen Gelände teilweise von dem Military Ocean Terminal Concord benutzt wird.

## Waldbrand
Im Jahr 2019 übersprang ein Waldbrand bei starkem Wind die Carquinez-Straße.